# Dialetto alessandrino
Il dialetto alessandrino (nome nativo dialœt lisåndrén) è una varietà della lingua piemontese parlata in parte della provincia di Alessandria.

## Descrizione
Sul dialetto alessandrino esiste una discreta documentazione storica relativa a poeti e scrittori in vernacolo. Importanti, anche se non numerosi, i personaggi alessandrini che nel corso dei secoli si espressero vernacolo. Alcuni amarono il genere letterario o meglio ancora il dialogo umoristico-satirico fin dal Cinquecento. Altri preferirono esprimersi scrivendo rime e composizioni in versi.
Caratteristica dell'alessandrino, che è un dialetto appartenente al gruppo orientale della lingua piemontese, è di differire in modo notabile dagli altri dialetti del Piemonte, in quanto maggiormente vicino alle varietà lombarde ed emiliane (il continuum dialettale lombardo-emiliano si estende infatti fino al Tortonese e ad una parte dello stesso Comune di Alessandria).
Per esempio: signore e signora vengono tradotti come siur e siura (dai corrispondenti sciur e sciura della lingua lombarda) ma anche come munsü e madamén tipici della lingua piemontese (pur risultando, nel caso di questo esempio, termini molto più desueti). Similmente il termine italiano spazzatura, immondizia, ha la doppia traduzione di arménta (piemontese) e rüd (lombarda). L'italiano schiacciare si può tradurre col piemontese gnachè (o sgniachè) ma anche con schisè, di provenienza lombarda. Questo per citare solo alcuni esempi.

## Brano in alessandrino
[Parabola del Figliol Prodigo, dialetto alessandrino di città]:
In òm l'ava dói fió.

El pü giuvu ad sti fió l'ha dicc a sò pari: “Papà, dam la part d'i sod c'um tuca a méi!”. E lü ui'a divis e ui'a dacc la só part.

Da léi a poc dì 's fió pü giuvu l'ha facc sü tüt e l'è ndacc ant'in pais luntån, là l'ha sgarà tüt fånda la bela vita.

E quån c'un'ava pü méa uiè stacc 'na grån carestia 'nt'is pais, e lü l'ha cmensà a truès an dificultà.

L'è ndacc a travaiè n'ca 'd jœn d'is pais c'u l'ha mandà 'nt'la só caséina a fè la guardia ai ghén.

L'auriva fina 'mpinis la pånsa cui carùbu ch'i mangiavu i ghén, ma 'nsœn ui na dava.

Quån c'lé riturnà 'n santur, l'ha pensà: "Quåncc serv an cà 'd mè pari ch'i hån pån a ufa, e méi chì a stag murinda da la fam! A partirró, 'ndaró da mè pari e ai diró: "Papà, méi ai'hó mancà cóntra u Ciel e cóntra téi, a'm mérit nånca d'esi pü ciamà tó fió. Tratmi me ch'a fissa iœn d'i tó serv!".

L'ha ciapà sü e l'è 'ndacc da só papà. Antånt c'l'era 'ncur luntån, só papà u l'ha vist rivè e piåndsi d'cumpasion u i'è curs ancóntra, u l'ha brasà e basà.

El fió u i'ha dicc: "Papà, mei aió mancà còntra u Ciel e còntra téi. A'm mérit nånca d'esi ciamà tó fió!".

So pari l'ha dicc ai sò serv: "Sü sghegià, tirè fóra 'l vistì pü presius, bitèili 'ndòs, bütèi l'ané au dì e i såndal ai pé! 'Ndè piè 'l vidé gras, masèl, ch'al mangiùma e fuma fèsta, perchè s'mé fió l'era mòrt e l'è risüsità, u s'era pèrs e l'uma turna truà!". E i'iån cménsà a fè festa.

El só prim fió l'era 'n campagna e ment ch'u turnava, ausinåndsi a ca, l'ha sentì ch'i sunavu e ch'i balavu.

L'ha ciamà a jœn d'i só serv se c'lera 's burdèl.

U servitur ui'ha rispòst: "L'é turnà 'ca tó fradé e tó pari l'ha masà l'vidé gras perché ul'ha recuperà sån e salv!".

Alché lü u'sè 'rsentì e l'auriva nént'entrè 'n ca; a s'punto lé l'è surtì fóra l'pari sircånda 'd cunvénsli.

Lü ui'ha rispost a só papà: "Méi a travai per téi da tåncc ani, ai'hó mai trasgredì i tó urdin, e téi ta m'hai mai dacc nånca 'n gram cravén da fè festa n'sèma i mé amis! Ma 'dès c'lè turnà st'ater tò fió ch'u s'è smurfì tücc i tó sòd cun del putàni, per lü t'hai fin masà 'l vidé gras!".

Só papà ui'ha rispost: "Fió, té t'éi sémper con méi e tüt cul c'l'è l'mé l'è 'ncheséi u tó! Ma u tucava fè festa e ralegrès perchè s'tó fradé l'era mòrt e l'è risüsità, u s'era pèrs e l'uma ritruà".
In questo brano si evidenziano tutte le differenze dell'alessandrino rispetto al piemontese standard (o koiné, dal greco antico, "lingua comune"): 
- -it e -ti a fine parola vengono pronunciati -cc, fenomeno molto diffuso sia nel piemontese orientale e meridionale che nel lombardo.
- Alcune a del piemontese standard vengono pronunciate [ɔ] (scritte å) es.: Lissandria>Lisåndria
- L'articolo indeterminativo piemontese standard "ën" viene pronunciato [in]
- Le particelle che si assemblano in coda ai modi indefiniti dei verbi, che in koiné hanno varie finali (o,e), vengono pronunciate con la finale in "-i".
- La seconda coniugazione e molte parole che nella koiné si scrivono terminanti per "-e" in alessandrino sono pronunciati terminanti per "-i".
- mi (io) diventa [méi]; "ti" (tu) diventa [téi], "chiel" e "chila" diventano "lü" e "lé".
- "lì" e sì" (lì e qui) del piemontese standard in alessandrino sono "lèi" (influenza emiliana) e "chì" [ki] (influenza lombarda).
- I pronomi personali clitici del piemontese standard sono "i, it, a, i, i, a", nell'alessandrino diventano rispettivamente "a, it, o, -, -, i"
- Il pronome personale clitico viene spesso eliso fra il che e il verbo che segue, come avviene anche in astigiano. (che a l'é > ch'a l'é > ch'l'é)
- "già" diventa "sà" (con la s sonora di "cubismo") per influenza emiliana.
- "pì" (più) diventa "pü", per un'influenza lombarda (püssé).
- "un" [yŋ] del piemontese standard ("uno" inteso come numero e non come articolo indeterminativo) si pronuncia "iœn".
- Come in monferrino le finali in "-in" si aprono fino a diventare "-én" (stivalin>stivalén). bin [biŋ] (bene) viene pronunciato [bén].
- Nel piemontese standard si dice "rëspondù", "vëddù", "corù", "perdù" (regolari), mentre in alessandrino si usano gli irregolari "rispòst", "vist", "curs", "pèrs". Questa caratteristica non è ammessa nella koiné.
- L'aggettivo indefinito "ës" [әs] (questo) viene pronunciato [is].

## Lessico alessandrino e differenze con la koiné piemontese

### Qui di seguito alcuni termini che evidenziano differenze lessicali con i dialetti piemontesi più occidentali (koiné regionale)
| Dialetto alessandrino                                       | Significato in italiano                             | Koiné piemontese         | Note                                                                |
| ----------------------------------------------------------- | --------------------------------------------------- | ------------------------ | ------------------------------------------------------------------- |
| Aqua                                                        | Acqua                                               | Æua                      |                                                                     |
| Barlafüs, Ramadån                                           | Ciarpame                                            | Sternai                  |                                                                     |
| Barnàs (masc., ma anche più comunemente Palœta, femm.)      | Paletta (della spazzatura, della cenere del camino) | Palëta                   | (Lombardismo, stesso termine anche nei dialetti lombardi orientali) |
| Belecadè                                                    | Pizzaiolo/i                                         | (nessun termine trovato) |                                                                     |
| Butìglia                                                    | Bottiglia                                           | Bùta                     | Presente anche il termine koiné ma desueto                          |
| Cantéina                                                    | Cantina                                             | Cróta                    |                                                                     |
| Car                                                         | Carne                                               | Carn                     | Con identica pronuncia, omofono per carro/i                         |
| Caraté                                                      | Carrettiere                                         | Cartuné                  |                                                                     |
| Chigiàr                                                     | Cucchiaio/i                                         | Chigié                   |                                                                     |
| Ciapilà                                                     | Tritato/i                                           | Trià                     |                                                                     |
| Ciar                                                        | Luce/i (artificiale/i)                              | Lüs, Lüce                |                                                                     |
| Fånga, Nita                                                 | Fango                                               | Pàuta                    |                                                                     |
| Fió                                                         | Figlio/i                                            | Fieul                    |                                                                     |
| Ghén                                                        | Maiale/i                                            | Crin                     |                                                                     |
| Giald                                                       | Giallo/i                                            | Giàun                    |                                                                     |
| Lacc                                                        | Latte                                               | Lait                     |                                                                     |
| Lécc                                                        | Letto/i                                             | Lét                      |                                                                     |
| Lùa (femm.)                                                 | Tombino                                             | Tumbìn                   |                                                                     |
| Luc, Mat                                                    | Pazzo/i, Matto/i                                    | Fól, Móis                |                                                                     |
| Magiùstra                                                   | Fragola                                             | Freula, Fróla            |                                                                     |
| Magnån                                                      | Calderaio, Stagnino                                 | Pairulé                  |                                                                     |
| Món-nia                                                     | Suora                                               | Sóra                     |                                                                     |
| 'Ngumbrà                                                    | Tappato/i (di scarichi)                             | Stup                     |                                                                     |
| Pulón                                                       | Tacchino/i                                          | Pitu                     |                                                                     |
| Quèrcc                                                      | Coperchio/i                                         | Cüvercc                  |                                                                     |
| Róva                                                        | Ruota                                               | Ràua                     |                                                                     |
| Sansòs (masch. invariab.)                                   | Zanzara/e                                           | Sansara/i                |                                                                     |
| Sciapà (letto con s e c pronunciate separatamente, s-ciapà) | Spaccato/i (agg. qual.)                             | Sgrilì                   |                                                                     |
| Sghegià                                                     | Veloce/i, rapido/i, lesto/i                         | Lést                     |                                                                     |
| Sinquånta                                                   | Cinquanta                                           | Cincanta                 |                                                                     |
| Strón                                                       | Becchino/i                                          | Sutrur                   |                                                                     |
| Turtró                                                      | Imbuto/i                                            | Imbutau, Imbussur        |                                                                     |
| Vasé (masch. con s sorda di sole)                           | Botte/i (contenitore per vino)                      | Butàl                    |                                                                     |
| Vecc                                                        | Vecchio/i                                           | Véi                      |                                                                     |
| Vérs                                                        | Cavolo/i                                            | Cói                      |                                                                     |
| Zùrii (con Z sonora di azoto, femm. plurale)                | Forbici                                             | Tesòire                  |                                                                     |

- In numerose parole in alessandrino avviene la caduta della consonante finale per cui molte rimangono tronche nella vocale precedente. Molte altre sono invariabili tra singolare e plurale; alcuni esempi per entrambi i casi: Pà (palo, pali); Su (sole); Cü (culo, culi); Curté (coltello, coltelli); Sa (sale); Fi (filo, fili); Capè (cappello, cappelli); Cavì (capello, capelli); Ané (anello, anelli); Vi (vite, viti, [mecc.]), Ma (male, mali); Fiù (fiore, fiori); Marté (martello, martelli); Di (sia dito, dita ma anche giorno, giorni, omofoni); Bró (brodo); Ciò (chiodo, chiodi); Scupé (scalpello, scalpelli); Badì (badile, badili); Scusà (grembiule, grembiuli); Stivà (stivale, stivali).
- Del tutto assente il suono scritto in italiano con sc ed in inglese con sh (di sciacquare o shame). Rarissime le consonanti doppie presenti soprattutto coniugando i verbi al futuro ("A partirró, andarró da mé pari..."), oppure in parole come lån-na (lana) o rån-na (rana).
- Normale l'uso dell'articolo determinativo prima dei nomi propri femminili (ma non davanti a quelli maschili, per parziale influenza dalla lingua lombarda, dove però è di prassi l'uso anche davanti ai nomi maschili); questa caratteristica è del tutto assente nella koiné piemontese.
- Tutte le variazioni diatopiche alessandrine elencate fino ad ora sono state circoscritte a pronuncia e lessico. La grammatica alessandrina ha due sole varianti rispetto a quella del piemontese standard, che non sono ammesse nella koiné:
  - In koiné, quando si deve esprimere particelle dative, accusative, genitive o locative con i tempi composti di qualsiasi verbo, queste particelle vengono assemblate al participio passato. In alessandrino invece vengono assemblate al pronome personale clitico. Questa forma compare talvolta anche negli scritti in koiné. Non è scorretta, però è rara e ha un suono insolito, aulico o torbido a seconda del contesto.